# Seymour Cray
Seymour Roger Cray (Chippewa Falls, Wisconsin, SAD 28. rujna 1925. – Colorado Springs, Colorado, 5. listopada 1996.), američki inženjer elektronike i konstruktor superračunala.

## Životopis
Seymour Roger Cray je osnivač kompanije Cray Research. Rođen je 1925. godine u Chippewa Fallsu, Wisconsin. Njegov je otac bio inženjer, koji je zadnje godine svoje karijere radio za Northern States Power Company. Morao je proći mnogo toga prije nego što je postao gradski inženjer u Chippewa Fallsu. Još u ranom djetinjstvu Cray je bio fasciniran elektronikom. U srednjoj školi većinu vremena provodio je u laboratorijima. Hobi mu je bilo proučavanje električnih uređaja svih tipova. Proučavao je radio-aparate i električne motore jer  mu računala u to vrijeme nisu bila dostupna. Maturirao je 1943., a onda su ga poslali da radi kao radio-operater u Drugom svjetskom ratu. Godine 1950. dobiva diplomu najnižeg akademskog stupnja za elektronski inženjering na sveučilištu u Minnesoti. Sljedeće godine završava primijenjenu matematiku. 

### Rad u Engineering Research Associates
Nakon diplome Cray odlazi u jednu od prvih računalnih tvrtki u području digitalne tehnologije koja je nosila naziv Engineering Research Associates (ERA). Tvrtku je sponzorirala američka mornarica. Kada je Cray došao tvrtka je bila stara oko godinu dana, a zbog opasnosti u koju je mogla biti dovedena zbog rata bila je smještena drvenoj jedrilici. 
Svoj rad započinje na modelu  računala ERA 1101. Budući da je tvrtka bila mlada, Cray je potrošio dosta vremena istražujući kako radi računalni sustav. Slušao je predavanja stručnjaka iz tog područja kao što je John von Neumann, ali je ubrzo shvatio da nema dovoljno pisanog materijala na temelju kojeg bi mogao raditi pa je morao izumiti mnoge stvari.

### Rad u Control Data Corporation
Nakon nekoliko godina, 1950-ih, ERAu je kupio Remington Rand. Promjena vlasnika nije utjecala na rad Craya. Kasnije ERA je prodana Sperry-u, a zatim  Burroughsu. Mnogi zaposlenici napuštaju tvrtku. Međutim, Cray se priključuje  Billu Norrisu i stvaraju Control Data Corporation - CDC. Iako nije bio jedini, bio je prvi koji je sudjelovao u stvaranju CDCa i koji je bio tehnički potkovan za posao. 1960. razvija računalo CDC 1604 poboljšavši ERAu 1103 uz impresivna svojstva u svom cjenovnom rangu. Iste godine, iako se CDC 1604 počeo prodavati kupcima, Cray počinje rad na dizajnu računala CDC 6600. Iako to računalo nije bilo najbrže u to doba, Cray je uložio puno truda u njega kako bi ga učinio čim bržim. Shvatio je da na brzinu računala ne utječe samo procesor već i propusnost Ulazno-izlaznih jedinica kako procesor ne bi čekao na podatke. Kasnije je izjavio "Svatko može izraditi brzi procesor, ali treba napraviti brzi sustav!".
CDC 6600 je bio prvo komercijalno superračunalo. Bio je vrlo skup, ali i najbrže računalo tog doba koje se moglo naći na  tržištu. Kada su druge tvrtke, poput IBM-a pokušale napraviti slično računalo, Cray je razvio 5 puta brže računalo CDC 7600.

### Rad u Chippewa Lab
Cray nije bio zadovoljan uvjetima rada u CDCu jer su ga stalno prekidali u radu tražeći razne sastanke s važnim kupcima. Naime, on je tražio potpun mir tijekom rada. Zbog toga je Bill Norris dao izgraditi laboratorij na zemlji koju je posjedovao sam Cray u rodnom gradu Chippewa Falls. Spekulira se da je jedan od razloga bio i strah od  nuklearnog rata. Njegova kuća, izgrađena tek nekoliko stotina metara od novog CDC laba imala je veliko sklonište. Novi lab napravljen je tijekom izrade računala CDC 7600, ali to nije utjecalo na razvoj samog računala. Ubrzo Cray započinje razvoj računala CDC 8600. Bio je to njegov zadnji više-manje uspješan projekt u tvrtci CDC (1972.).
Iako su se računala 6600 i 7600 pokazala kao uspješna,tijekom razvoja dovela su kompaniju na rub bankrota. 8600 je zapao u slične poteškoće i Cray je odlučio da treba nešto mijenjati odnosno početi ispočetka. Norrisu se to nije dopalo jer je smatrao da se može najprije razviti računalo CDC STAR-100, a prihod koji bi se dobio uložiti u 8600icu. Crayu se to nije svidjelo i napustio je tvrtku CDC.  

### Cray Research
Cray i Norris su se prijateljski razišli, a Norris je u novu tvrtku, Cray Research, uložio 300 000 dolara. Sjedište nove tvrtke, koja je bila u labu Chippewa Falls bilo je u  Minneapolisu. U početku se činilo da si nova tvrtka ne može prištiti razvoj sasvim novog računala budući to nije mogla mnogo veća tvrtka poput CDCa. Ispitivanjem stanja na  Wall streetu utvrđuju da tvrtka Cray ima izuzetnu reputaciju među ulagačima i da su je oni itekako spremni podržati. 
Nakon nekoliko godina razvoja tvrtka razvija 1976. Cray-1. To računalo bilo je najbrže na tržištu i s njim se moglo mjeriti samo računalo ILLIAC IV i to samo u nekim segmentima. Smatralo se da Cray 1 tuče sva računala na tom polju. Tog ljeta prvi primjerak računala Cray 1 prodan je  Nacionalnom centru za meteorološka istraživanja u SAD-u za 8,8 milijuna dolara. 
Cijna računala bazirala se na procjeni tvrtke da će ih se prodati oko 12-etak. Međutim prodano je više od 100 računala Cray 1 i tvrtka je postigla izvrsne financijske rezultate. Kada su Crayu rekli da je Apple Computer kupio Cray 1 kako bi dizajnirao Apple Macintosh, Cray je odgovorio da je upravo kupio Macintosh kako bi dizajnirao sljedećeg Craya!
Cray je nastavio rad na računalu Cray-2, a ostatak tima je dizajnirao četveroprocesorski Cray X-MP koji je kasnjie postigao veliki uspjeh. Cray-2 je bio tek nešto malo brži od 
računala Cray X-MP i prodavao se relativno slabo. Početkom razvoja Cray 3 računala Cray je ponovo došao do zaključka kako previše vremena gubi na administraciju i 1980. g se povukao s mjesta predjednika tvrtke Cray research. Radio je kao neovisni konstruktor u labu Colorado Springs, Colorado. 1989. g. s računalom Cray-3 zapada u slične teškoće kao i ranije i razvija novo računalo Cray Y-MP.

### Cray Computer Corporation
500 MHz Cray-3 je bio još jedan veliki neuspjeh Craya. Želeći osigurati deset puta bolje osobine od prethodnika, Cray se odlučio za poluvodiče na bazi galij arsenida (GaAs). Cray je dizajnirao čitav sustav, čak i pojedine čipove unutar računala. Prototip su instalirali i ujedno ga koristili za poboljšanje samog računala. Tada se pojavilo više računala čije su osobine bile bolje od Craya-3. Cray ne posustaje. Baca se na dizajn Craya-4 ne mareći za troškove. 1995. prestaje prodaja Cray-3 računala, kako je završio hladni rat nitko ne želi kupiti Cray-4. Tvrtka ostaje bez novca i proglašava bankrot. 
Cray je kratko vrijeme prije smrti radio u tvrtci SRC Computers koja se također bavi izradom superračunala. Pogiba u prometnoj nesreći 5. listopada 1996. u dobi od 71. godine.

## Vanjske poveznice
- Seymour Cray
- Seymour Cray intervju  Arhivirana inačica izvorne stranice od 27. listopada 2005. (Wayback Machine)
- U spomen na Seymoura Craya